# Twin Shadow
Twin Shadow (bürgerlich: George Lewis Jr., * 1983 in der Dominikanischen Republik) ist ein US-amerikanischer Synthie-Pop-Musiker.
George Lewis wurde in der Dominikanischen Republik geboren und wuchs in Florida auf. Erste musikalische Erfahrungen machte er im Kirchenchor. 2000 zog er nach Boston, wo er die Band Mad Man Films gründete. 2006 zog er nach Brooklyn,  wo er als Twin Shadow startete. Sein Debütalbum Forget wurde vom Grizzly-Bear-Bassisten Chris Taylor produziert.

## Diskografie (Alben)
- 2010: Forget (4AD)
- 2012: Confess (4AD)
- 2015: Eclipse
- 2018: Caer
- 2021: Twin Shadow